# صنم نراقی-آندرلینی
صنم نراقی اندرلینی، (۲۹ اکتبر ۱۹۶۷) دارای نشان امپراتوری بریتانیا MBE نویسنده بریتانیایی-ایرانی و بنیان‌گذار و مدیر اجرایی شبکه بین‌المللی اقدام جامعه مدنی (ICAN) است. او یک استراتژیست صلح است که تمرکز فعالیتش روی درگیری‌ها، بحران‌ها و افراط گرایی خشونت‌آمیز کار است و به عنوان مشاور سازمان ملل متحد در مورد موضوع زنان و درگیری‌ها فعالیت می‌کند. نراقی آندرلینی در دسامبر ۲۰۱۹ به عنوان مدیر مرکز زنان، صلح و امنیت به LSE پیوست.

## دوران اولیه زندگی و تحصیل
نراقی آندرلینی در ایران متولد شد و تا شش سالگی در مدرسه آمریکایی‌ها تحصیل کرد. او در یازده سالگی به لندن نقل مکان کرد و در مدرسه دخترانه کوبهام هال تحصیل کرد. وی مدرک کارشناسی خود را از دانشگاه آکسفورد بروکس و مدرک کارشناسی ارشد را در انسان‌شناسی اجتماعی از دانشگاه کمبریج دریافت کرد. او به چهار زبان صحبت می‌کند و دختران دوقلو همسان دارد. ستاره فرمانفرمائیان، نویسنده کتاب دختران ایرانی و بنیان‌گذار مددکاری اجتماعی در ایران، عمه مادری او بود.

## زندگی شغلی
نراقی آندرلینی در سال ۲۰۰۰، از رهبران جامعه مدنی و تهیه‌کننده قطعنامه ۱۳۲۵ شورای امنیت سازمان ملل متحد در مورد زنان، صلح و امنیت بود.
در سال ۲۰۱۱ او اولین کارشناس ارشد در مورد جنسیت و عضو تیم پشتیبان میانجیگری سازمان ملل بود که در سومالی، لیبی و سوریه کار می‌کرد. در سال ۲۰۱۴ ICAN و UN Women میزبان اولین انجمن صلح بهتر برای بررسی مشارکت زنان در روند صلح‌های جاری بودند. این منجر به توسعه ابتکار صلح بهتر (BPI) و ابزار صلح بهتر ICAN شد. تحت رهبری نراقی آندرلینی، ICAN صندوق صلح نوآورانه (IPF) را ایجاد کرده است - یک صندوق شامل چند اهداکننده برای هدایت منابع به سازمان‌های صلح‌ساز تحت رهبری زنان.
او تقریباً به مدت سه سال تا ۲۰۱۸ به عنوان عضو هیئت مدیره شورای ملی ایرانیان آمریکایی (NIAC) خدمت کرد. همچنین قبلاً در لندن در مؤسسه خیریه بین‌المللی هشدار (لندن) و انجمن اقدام اولیه و هشدار اولیه (لندن) پست‌هایی داشت و مدیر کمیسیون سیاست‌گذاری زنان برای صلح زنان در واشینگتن دی سی بود. فعالیت او در مورد جنسیت و ارتباط او را با زنان فعال صلح در سریلانکا، نپال و لیبریا برای صندوق جمعیت سازمان ملل متحد، برنامه عمران ملل متحد و زنان سازمان ملل متحد بوده است.
او عضو هیئت رئیسه برنامه اقدام ملی بریتانیا در مورد زنان، صلح و امنیت، هیئت کارشناسان مشترک المنافع در CVE و شورای مشورتی جامعه مدنی برنامه توسعه ملل متحد بوده است. نظرات او در مورد زنان مذاکره کننده صلح در اکتبر ۲۰۲۰ در نیویورک تایمز منتشر شد.

### کتاب‌ها
کتاب «زنان صلح را می‌سازند، چه می‌کنند چرا مهم است» نوشته نراقی آندرلینی در سال ۲۰۰۷ منتشر شد. او با کومار روپسینگه، کتاب جنگ‌های داخلی، صلح داخلی: مقدمه ای بر حل و فصل منازعات، آنچه زنان می‌گویند: مشارکت و قطعنامه 1325 (ICAN/MIT)، و مقالاتی برای OpenDemocracy, Foreign Policy, The Guardian, Ms. Magazine, Foreign Affairs، و بسیاری دیگر است. نوشته‌های او توسط نویسندگان دیگری که در مورد تضاد و جنسیت می‌نویسند استفاده شده است.

## یادکرد ویکی‌پدیا
- مشارکت‌کنندگان ویکی‌پدیا. «Sanam Naraghi-Anderlini». در دانشنامهٔ ویکی‌پدیای انگلیسی، بازبینی‌شده در ۱۶ مارس ۲۰۲۵.